# اچ‌ام‌ای‌اس آدلاید (۱۹۱۸)
اچ‌ام‌ای‌اس آدلاید (۱۹۱۸) (به انگلیسی: HMAS Adelaide (1918)) یک کشتی بود که طول آن ۱۳۸٫۸ متر (۴۵۵ فوت) بود. این کشتی در سال ۱۹۱۸ ساخته شد.